# آی‌ان‌اس سیندودارگ (کی۷۲)
آی‌ان‌اس سیندودارگ (کی۷۲) (به انگلیسی: INS Sindhudurg (K72)) یک کشتی بود که طول آن 59 meters بود.